# Wesley Addy
Wesley Addy, all'anagrafe Robert Wesley Addy (Omaha, 4 agosto 1913 – Danbury, 31 dicembre 1996), è stato un attore statunitense.

## Biografia
Wesley Addy si affermò come attore teatrale sui palcoscenici di Broadway, interpretando diversi ruoli shakespeariani accanto all'attore Maurice Evans. Addy, nel ruolo di Orazio, ed Evans apparvero insieme anche in una riduzione dell'Amleto andata in onda nel 1953 nella serie antologica televisiva Hallmark Hall of Fame, all'epoca popolare sul piccolo schermo per i suoi adattamenti di opere teatrali. Addy apparve in altre numerose serie televisive, come Ai confini della notte (1950), Perry Mason, negli episodi The Case of the Weary Watchdog (1962), e The Case of the Tsarina's Tiara (1966), in cui interpretò il ruolo dell'assassino, Joachim DeVry. Tra gli altri suoi ruoli sul piccolo schermo, da ricordare quello dell'editore Bill Woodard nella serie I Ryan (1977-1978) e del patriarca Cabot Alden nella soap opera Quando si ama (1983-1995).
La sua carriera cinematografica coprì quattro decenni. Il regista Robert Aldrich gli offrì diversi ruoli come interprete non protagonista, nei film Un bacio e una pistola (1955), Il grande coltello (1955), Che fine ha fatto Baby Jane? (1962), Piano... piano, dolce Carlotta (1964) e Grissom Gang (Niente orchidee per Miss Blandish) (1971). Durante gli anni settanta e ottanta, Addy apparve in altri ruoli di rilievo in film quali Quinto potere (1976) di Sidney Lumet, regista che lo impiegò successivamente anche ne Il verdetto (1982), in cui l'attore interpretò il ruolo di un medico, accanto a Paul Newman. Un altro dei ruoli più ricordati di Addy è quello del tenente comandante Alvin Kramer, che tenta invano di mettere in guardia i funzionari americani dell'imminente attacco a Pearl Harbor nel film Tora! Tora! Tora! (1970). Sposato dal 1961 con l'attrice Celeste Holm, Addy morì il 31 dicembre 1996 a Danbury, nel Connecticut.

## Filmografia parziale

### Cinema
- La prima legione (The First Legion), regia di Douglas Sirk (1951)
- I miei sei forzati (My six convicts), regia di Hugo Fregonese (1952)
- Un bacio e una pistola (Kiss Me Deadly), regia di Robert Aldrich (1955)
- Il grande coltello (The Big Knife), regia di Robert Aldrich (1955)
- La mano invisibile (Time Table), regia di Mark Stevens (1956)
- La giungla della settima strada (The Garment Jungle), regia di Vincent Sherman e Robert Aldrich (1957)
- Dieci secondi col diavolo (Ten Seconds to Hell), regia di Robert Aldrich (1959)
- Che fine ha fatto Baby Jane? (What Ever Happened to Baby Jane?), regia di Robert Aldrich (1962)
- I 4 del Texas (4 for Texas), regia di Robert Aldrich (1963)
- Piano... piano, dolce Carlotta (Hush... Hush, Sweet Charlotte), regia di Robert Aldrich (1964)
- Operazione diabolica (Seconds), regia di John Frankenheimer (1966)
- Una donna senza volto (Mister Buddwing), regia di Delbert Mann (1966)
- Tora! Tora! Tora!, regia di Richard Fleischer, Kinji Fukasaku, Toshio Masuda (1970)
- Grissom Gang (Niente orchidee per Miss Blandish) (The Grissom Gang), regia di Robert Aldrich (1971)
- Quinto potere (Network), regia di Sidney Lumet (1976)
- Gli europei (The Europeans), regia di James Ivory (1979)
- Il verdetto (The Verdict), regia di Sidney Lumet (1982)
- I bostoniani (The Bostonians), regia di James Ivory (1984)
- Prima e dopo (Before and After), regia di Barbet Schroeder (1996)

### Televisione
- The Doctor – serie TV, episodi 1x05-1x14-1x25 (1952-1953)
- Armstrong Circle Theatre – serie TV, 5 episodi (1952-1963)
- Hawaiian Eye – serie TV, episodio 4x02 (1962)
- F.B.I. (The F.B.I.) – serie TV, 5 episodi (1965-1968)
- Le spie (I Spy) – serie TV, episodio 1x24 (1966)
- The Love Boat II, regia di Hy Averback – film TV (1977)
- I Ryan (Ryan's Hope) – serie TV, 27 episodi (1977-1978)
- Hiroshima, regia di Koreyoshi Kurahara e Roger Spottiswoode – film TV (1995)

## Doppiatori italiani
- Pino Locchi in Il grande coltello, Piano... piano, dolce Carlotta
- Pietro Biondi in Il verdetto, Un mitico viaggio
- Bruno Persa in La giungla della 7ª strada
- Renato Turi in Dieci secondi con il diavolo
- Amilcare Pettinelli in Che fine ha fatto Baby Jane?
- Sergio Tedesco in Operazione diabolica
- Sergio Fantoni in Tora! Tora! Tora!
- Roberto Villa in Quinto potere
- Luciano De Ambrosis in I bostoniani
- Giulio Platone in Quando si ama (1ª e 3ª voce)
- Renato Cominetti in Quando si ama (2ª voce e princ.)
- Dario De Grassi in Hiroshima
- Guido De Salvi in Un bacio e una pistola (ridoppiaggio)